# Parafia Matki Bożej Fatimskiej w Olchowej
Parafia Matki Bożej Fatimskiej w Olchowej – parafia rzymskokatolicka znajdująca się w diecezji rzeszowskiej w dekanacie Sędziszów Małopolski. 
Erygowana przez ówczesnego ordynariusza rzeszowskiego, bpa Kazimierza Górnego, początkowo jako rektorat w dniu 20 października 1995 roku, zaś jako parafia 24 czerwca 1996 roku.